# Правительство Михаила Чигиря
В статье даются сведения о составе Кабинета Министров Республики Беларусь под председательством Михаила Чигиря, действовавшего в июле 1994 г. — январе 1997 г.
В соответствии со структурой Кабинета Министров Республики Беларусь, утвержденной Указом Президента Республики Беларусь от 3 августа 1994 г. № 18, в состав Кабинета Министров входили Премьер-министр, его заместители, министры, Председатель Комитета государственной безопасности и Председатель Государственного комитета по печати (включен в структуру Указом Президента Республики Беларусь от 10 ноября 1995 г., № 457).

## Состав Кабинета Министров
После даты назначения или освобождения от должности членов Кабинета Министров стоит номер соответствующего указа Президента Республики Беларусь.
Члены Кабинета Министров, даты освобождения от должности которых не указаны, действовали на момент отставки правительства (их полномочия прекращались с момента переназначения в новом составе правительства).
Члены правительства расположены в списке в хронологическом порядке по дате их назначения. В список включены исполняющие обязанности министров, формально не являвшиеся членами правительства.
1. Чигирь, Михаил Николаевич — Премьер-министр Республики Беларусь (22 июля 1994 г., № 1 — 18 ноября 1996 г., № 474)
2. Мясникович, Михаил Владимирович — Заместитель Премьер-министра Республики Беларусь (22 июля 1994 г., № 2 — 10 октября 1995 г., № 411), Глава Администрации Президента Республики Беларусь (с 10 октября 1995 г., № 411)
3. Гончар, Виктор Иосифович — Заместитель Премьер-министра Республики Беларусь (22 июля 1994 г., № 3 — 12 декабря 1994 г., № 258)
4. Линг, Сергей Степанович — Заместитель Премьер-министра Республики Беларусь (с 22 июля 1994 г., № 4), исполняющий обязанности Премьер-министра Республики Беларусь (с 18 ноября 1996 г., № 475)
5. Гаркун, Владимир Гилярович — Заместитель Премьер-министра Республики Беларусь (с 22 июля 1994 г., № 5)
6. Сенько, Владимир Леонович — Министр иностранных дел Республики Беларусь (28 июля 1994 г., № 8 — 13 января 1997 г., № 31)
7. Костенко, Анатолий Иванович — Министр обороны Республики Беларусь (28 июля 1994 г., № 9 — 6 июня 1995 г., № 211)
8. Егоров, Владимир Демьянович — Председатель Комитета государственной безопасности Республики Беларусь (28 июля 1994 г., № 10 — 20 декабря 1995 г., № 508)
9. Захаренко, Юрий Николаевич — Министр внутренних дел Республики Беларусь (28 июля 1994 г., № 11 — 16 октября 1995 г., № 424)
10. Батура, Борис Васильевич — Министр жилищно-коммунального хозяйства Республики Беларусь (с 1 августа 1994 г., № 13)
11. Даргель, Ольга Брониславовна — Министр социального обеспечения Республики Беларусь (1 августа 1994 г., № 14 — 22 августа 1994 г., № 55), Министр социальной защиты Республики Беларусь (с 22 августа 1994 г., № 55)
12. Лукашов, Александр Васильевич — Министр транспорта и коммуникаций Республики Беларусь (с 1 августа 1994 г., № 15)
13. Леонов, Василий Севостьянович — Министр сельского хозяйства Республики Беларусь (4 августа 1994 г., № 21 — 23 августа 1994 г., № 59), Министр сельского хозяйства и продовольствия Республики Беларусь (с 23 августа 1994 г., № 59)
14. Румас, Николай Филиппович — исполняющий обязанности Министра финансов Республики Беларусь (5 августа 1994 г., № 26 — 19 декабря 1994 г., № 263; 14 января 1997 г., № 51 — 23 июля 1997 г., № 402)
15. Байдак, Валентин Иванович — Министр торговли Республики Беларусь (8 августа 1994 г., № 33 — 28 ноября 1994 г., № 221)
16. Новицкий, Геннадий Васильевич — Министр архитектуры и строительства Республики Беларусь (с 10 августа 1994 г., № 36)
17. Дробышевская, Инесса Михайловна — Министр здравоохранения Республики Беларусь (15 августа 1994 г., № 51 — 13 января 1997 г., № 45)
18. Кокорев, Валерий Иванович — исполняющий обязанности Заместителя Премьер-министра Республики Беларусь (с 17 августа 1994 г., № 52), Заместитель Премьер-министра Республики Беларусь (с 29 сентября 1994 г., № 131)
19. Бадей, Георгий Петрович — Министр по управлению государственным имуществом Республики Беларусь (17 августа 1994 г., № 53 — 17 октября 1994 г., № 145), Министр по управлению государственным имуществом и приватизации Республики Беларусь (17 октября 1994 г., № 145 — 17 марта 1995 г., № 112), Министр экономики Республики Беларусь (17 марта 1995 г., № 112 — 5 августа 1996 г., № 279)
20. Кеник. Иван Альбинович — Министр по чрезвычайным ситуациям и защите населения от последствий катастрофы на Чернобыльской АЭС Республики Беларусь (26 августа 1994 г., № 75 — 14 января 1997 г., № 54), Министр по чрезвычайным ситуациям Республики Беларусь (с 14 января 1997 г., № 54)
21. Заломай, Владимир Александрович — Министр по делам Содружества Независимых Государств Республики Беларусь (26 августа 1994 г., № 76 — 9 декабря 1994 г., № 256)
22. Стражев, Василий Иванович — Министр образования и науки Республики Беларусь (26 августа 1994 г., № 77 — 13 января 1997 г., № 46), Министр образования Республики Беларусь (с 13 января 1997 г., № 46)
23. Маринич, Михаил Афанасьевич — Министр внешних экономических связей Республики Беларусь (с 7 сентября 1994 г., № 92)
24. Соснов, Александр Викторович — Министр труда Республики Беларусь (13 сентября 1994 г., № 102 — 18 ноября 1996 г., № 476)
25. Куренков, Владимир Иванович — Министр промышленности Республики Беларусь (22 сентября 1994 г., № 117 — 31 января 1996 г., № 43)
26. Гончаренко, Владимир Иванович — Министр связи и информатики Республики Беларусь (14 октября 1994 г., № 143 — 13 января 1997 г., № 34), Министр связи Республики Беларусь (с 13 января 1997 г., № 34)
27. Зорин, Валентин Павлович — Министр лесного хозяйства Республики Беларусь (с 17 октября 1994 г., № 149)
28. Русый, Михаил Иванович — Министр природных ресурсов и охраны окружающей среды Республики Беларусь (с 27 октября 1994 г., № 167)
29. Сукало, Валентин Олегович — Министр юстиции Республики Беларусь (27 октября 1994 г., № 168 — 4 января 1997 г., № 18)
30. Лях, Иван Алексеевич — Министр по антимонопольной политике Республики Беларусь (27 октября 1994 г., № 169 — 11 декабря 1996 г., № 534), Министр труда Республики Беларусь (с 11 декабря 1996 г., № 534)
31. Ничипорович, Владимир Николаевич — Министр статистики и анализа Республики Беларусь (с 3 декабря 1994 г., № 234)
32. Герасимов, Валентин Васильевич — Министр топлива и энергетики Республики Беларусь (с 3 декабря 1994 г., № 241)
33. Русакевич, Владимир Васильевич — исполняющий обязанности Заместителя Премьер-министра Республики Беларусь (с 12 декабря 1994 г., № 259), Заместитель Премьер-министра Республики Беларусь (с 19 декабря 1994 г., № 262)
34. Дик, Павел Владимирович — исполняющий обязанности Министра финансов Республики Беларусь (с 19 декабря 1994 г., № 264), Министр финансов Республики Беларусь (27 декабря 1994 г., № 275 — 14 января 1997 г., № 50)
35. Козлов, Петр Афанасьевич — Министр торговли Республики Беларусь (с 5 апреля 1995 г., № 128)
36. Мальцев, Леонид Семенович — исполняющий обязанности Министра обороны Республики Беларусь (с 6 июня 1995 г., № 212), Министр обороны Республики Беларусь (10 октября 1995 г., № 407 — 1 ноября 1996 г., № 450)
37. Козик, Леонид Петрович — член Коллегии Межгосударственного экономического комитета Экономического союза Содружества Независимых Государств (с 18 августа 1995 г., № 314)
38. Бамбиза, Иван Михайлович — Министр по делам Содружества Независимых Государств (с 25 августа 1995 г., № 337)
39. Синицын, Леонид Георгиевич — Заместитель Премьер-министра Республики Беларусь (10 октября 1995 г., № 410 — 5 августа 1996 г., № 280)
40. Долголев, Василий Борисович — Заместитель Премьер-министра Республики Беларусь (с 10 октября 1995 г., № 412)
41. Шейман, Виктор Владимирович — исполняющий обязанности Министра внутренних дел Республики Беларусь (16 октября 1995 г., № 425 — 20 декабря 1995 г., № 505)
42. Рыженков, Владимир Николаевич — Министр спорта и туризма Республики Беларусь (20 ноября 1995 г., № 472 — умер 12 декабря 1996 г.)
43. Аголец, Валентин Степанович — Министр внутренних дел Республики Беларусь (с 20 декабря 1995 г., № 506)
44. Мацкевич, Владимир Александрович — Председатель Комитета государственной безопасности Республики Беларусь (с 20 декабря 1995 г., № 509)
45. Сосновский, Александр Владимирович — Министр культуры Республики Беларусь (с 31 января 1996 г., № 40[1])
46. Бельский, Владимир Петрович — Председатель Государственного комитета Республики Беларусь по печати (с 14 февраля 1996 г., № 70)
47. Харлап, Анатолий Дмитриевич — Министр промышленности Республики Беларусь (с 24 мая 1996 г., № 195)
48. Сазонов, Александр Юрьевич — Министр предпринимательства и инвестиций Республики Беларусь (с 19 июля 1996 г., № 261)
49. Новак, Василий Александрович — Министр по управлению государственным имуществом и приватизации Республики Беларусь (с 22 октября 1996 г., № 436)
50. Чумаков, Александр Петрович — исполняющий обязанности Министра обороны Республики Беларусь (с 1 ноября 1996 г., № 451), Министр обороны Республики Беларусь (с 11 января 1997 г., № 29)
51. Шимов, Владимир Николаевич — Министр экономики Республики Беларусь (с 12 ноября 1996 г., № 461)
52. Прокопович, Петр Петрович — Первый заместитель Премьер-министра Республики Беларусь (с 23 декабря 1996 г., № 562)
53. Антонович, Иван Иванович — Министр иностранных дел Республики Беларусь (с 13 января 1997 г., № 32)
54. Макейчик, Владимир Иосифович — Министр спорта и туризма Республики Беларусь (с 13 января 1997 г., № 47)

Конституцией Республики Беларуси от 15 марта 1994 г. с изменениями и дополнениями, принятыми на республиканском референдуме 24 ноября 1996 г., вместо Кабинета Министров создавался Совет Министров Республики Беларусь.
Указом Президента Республики Беларусь от 5 декабря 1996 г. № 509 установлено, что члены Кабинета Министров сохраняют свои полномочия до сформирования Совета Министров Республики Беларусь в порядке, предусмотренном Конституцией Республики Беларусь 1994 г. с изменениями и дополнениями.